# Only Love Survives
Only Love Survives è un brano musicale del cantante britannico Ryan Dolan.

## Il brano
La canzone è stata scritta da Wez Devine e Ryan Dolan.
Con questo brano, il cantante ha partecipato in rappresentanza dell'Irlanda all'Eurovision Song Contest 2013 tenutosi a Malmö.

## Tracce
Download digitale
1. Only Love Survives – 3:00